# Not in Love
Not in Love is een nummer uit 2004 van de Spaanse zanger Enrique Iglesias en de Amerikaanse zangeres Kelis. Het is de tweede en laatste single van Iglesias' zevende studioalbum 7.
Op de albumversie van het nummer is alleen Iglesias te horen, terwijl de singleversie een duet is tussen Iglesias en Kelis. Hoewel het nummer flopte in zowel Kelis' thuisland de Verenigde Staten als Iglesias' thuisland Spanje, werd het nummer wel in veel andere (voornamelijk Europese) landen een hit. In de Nederlandse Top 40 haalde het de 6e positie, en in de Vlaamse Ultratop 50 de 16e.